# Grigir Tiutiunnik
Grigir Mijáilovich Tiutiunnik (en ucraniano: Григір Михайлович Тютюнник; Shílivka, 5 de diciembre de 1931 - Kiev, 6 de marzo de 1980) fue un escritor ucraniano, representante de la literatura ucraniana de los años sesenta. También era hermano de Grigori Tiutiunnik.

## Biografía
Sus padres, Mijailo Tiutiunnik y Hanna Mijaïiivna eran campesinos que trabajaban en un koljós. La noche del 29 al 30 de noviembre de 1937, mientras la Gran Purga estaba en pleno apogeo, su padre fue arrestado. Después de que su padre fuera encarcelado, el niño fue acogido por su tío Filimone, que vivía en el pueblo de Shchotove (óblast de Lugansk).Las duras condiciones de esta infancia se convirtieron en la base de muchos temas y tramas de obras futuras. En 1938, su tío y su esposa enviaron a Grigir a la escuela ucraniana, cuya clase de primer grado tenía siete alumnos. Pronto se disuelve y el niño es transferido a la clase de ruso. Desde entonces hasta 1962, como señaló el propio Tiutiunnik, escribió cartas (a veces cuentos) y hablaba exclusivamente en ruso, "excepto en 1942-1949, cuando me encontré en el pueblo con mi madre".
En 1951, Tiutiunnik se unió al ejército y sirvió en la marina como operador de radio en el Lejano Oriente. Después de la desmovilización, se graduó de la escuela nocturna y trabajó como tornero en el depósito de vagones de Shchotove. Tiutiunnik completó un curso de cinco años en la Universidad de Járkov hasta 1962 y desde finales de 1963 trabajó en las redacciones de los periódicos Literaturna Ukrayina, Molod y Veselka, y como guionista de la Estudios de cine artístico de Kiev. En 1958 se casó con Liudmila Vasilivna, originaria de Verjnia Manuilivka y allí donde escribió más de 20 de sus obras, cuyos prototipos fueron los habitantes de Manuilivka.
En 1961, escribió su primera obra en ruso, Al atardecer, antes de recurrir al ucraniano para las siguientes obras. Se convirtió en miembro de la Unión de Escritores de Ucrania en 1966. Debido a la censura, las obras de Tiutiunnik se publicaron con dificultad en Ucrania; algunas no lo fueron durante su vida. Como no escribió en el estilo del realismo socialista, sus obras siempre recibieron malas críticas de los críticos literarios soviéticos, lo que lo llevó al suicidio en 1980 a la edad de 48 años. Fue enterrado en Kiev en el cementerio de Baikove.

## Obra
El escritor dejó unos 40 cuentos, 5 cuentos (uno de ellos inacabado) y varios ensayos, artículos y memorias. Su legado literario puede estar contenido en un solo volumen de 600 páginas, pero eso fue suficiente para elevarlo al canon de la literatura ucraniana del siglo XX. Sus obras se distinguieron por una colorida descripción de la vida rural moderna, un raro conocimiento del lenguaje y la psicología de las personas y un humor jugoso. También es traductor de obras de Vasili Shukshín y Rudolf Erich Raspe, entre otros.
La prosa de Tiutiunnik es fuertemente social. El lenguaje de sus obras es lacónico, sumamente expresivo, lleno de aforismos populares. El escritor se caracteriza por el lirismo, la emotividad y la sensibilidad sentimental. Los personajes perciben todo lo que sucede, primero con el corazón y luego con la mente.

## Premios y reconocimientos
- 1980: Premio Literario Lesya Ukrainka de la RSS de Ucrania.[10]
- 1989: Premio Nacional Tarás Shevchenko.[10]
- Placa conmemorativa en una casa de la Cuesta de Andrés, Kiev.[11]